# Sidoryszki (Białoruś)
Sidoryszki (biał. Сідарышкі, Sidaryszki; ros. Сидоришки, Sidoriszki) – chutor na Białorusi, w obwodzie grodzieńskim, w rejonie ostrowieckim, w sielsowiecie Michaliszki, przy drodze republikańskiej R45.

## Warunki naturalne
Chutor położony jest na terenie Rezerwatu Krajobrazowego Jeziora Soroczańskie. Otoczony jest lasami.

## Historia
Pod zaborami wieś i majątek ziemski. W II Rzeczypospolitej wieś i kolonia. W XIX i w początkach XX w. położone były w Rosji, w guberni wileńskiej, w powiecie zawilejskim/święciańskim, w gminie Aleksandrowo. Po I wojnie światowej pod administracją polską, w Zarządzie Cywilnym Ziem Wschodnich. W latach 1920–1922 w składzie Litwy Środkowej.
Od 11 kwietnia 1922 leżały w Polsce, w województwie wileńskim, w powiecie święciańskim, w gminie Aleksandrowo/Żukojnie.
Po II wojnie światowej w granicach Związku Sowieckiego. Od 1991 w niepodległej Białorusi.